# Schweizerischer Musikerverband
Der Schweizerische Musikerverband (kurz: SMV), französisch Union Suisse des Artistes Musiciens, (kurz: USDAM) ist die Gewerkschaft der Mitglieder der schweizerischen Berufssinfonieorchester und der freischaffenden Berufsmusiker, er wurde 1914 gegründet und finanziert sich hauptsächlich durch die Beiträge seiner Mitglieder. Der SMV ist parteipolitisch unabhängig.

## Leitbild
Der SMV bezweckt den Zusammenschluss der Berufsmusiker in der Schweiz. Er wahrt die geistigen und materiellen Interessen seiner Mitglieder in beruflichen Belangen und bietet ihnen Weiterbildung und Information an. Er will Geschlossenheit und die entsprechende Stärke in der Verwirklichung seiner berufspolitischen Ziele und Forderungen erreichen.
Der SMV setzt sich für die Anerkennung und Förderung des Berufsstandes der Musiker im kulturellen, politischen und gesellschaftlichen Umfeld ein durch das Aushandeln von Tarifverträgen, Gesamtarbeitsverträgen und Einzelarbeitsverträgen, sowie das Erlassen von Tarifordnungen. Er fördert den Schutz vor berufsbedingten gesundheitlichen Schäden und setzt sich für eine Optimierung der Arbeitsbedingungen von Musikern ein. Außerdem gibt er politische Stellungnahmen heraus.

## Dienstleistungen für Mitglieder
Dienstleistungen für seine Mitglieder sind Rechtsberatung und Rechtsschutz, Vertretung bei Abschluss von Engagements und Inkasso, sowie finanzielle Hilfe. Der SMV gibt eine für Mitglieder kostenlose Verbandszeitung heraus, ausserdem gibt es Sektionszeitschriften.

## Ausbildung und Weiterbildung
Vom SMV werden Fachtagungen für seine Mitglieder organisiert, er betreibt Nachwuchsförderung und Weiterbildung und beeinflusst die Gestaltung der Grundausbildung an Konservatorien und Musikhochschulen.

## Aufbau
Der Verband weist föderalistische Strukturen auf. Autonome Sektionen vertreten den SMV in ihrer Region. Es bestehen Sektionen in Basel, Bern, Biel, Freiburg, Genf, Luzern, St. Gallen, Waadt, Winterthur und Zürich.
Der Zentralverband verbindet die Sektionen und vertritt den SMV auf nationaler und internationaler Ebene.

## Mitgliedschaft in anderen Organisationen
Der Schweizerische Musikerverband ist Mitglied in den folgenden Organisationen:
- Internationale Musikerföderation (FIM)[2]
- Schweizerischer Gewerkschaftsbund (SGB)
- Schweizerische Interpretengenossenschaft (SIG)
- suisseculture
- suisseculture sociale
- Schweizer Musikrat (SMR)
- Schweizerische Gesellschaft für Musikmedizin (SMM)
- Stiftung Schweizer Orchesternachwuchsförderung (SON)
- Schweizer Koalition für die kulturelle Vielfalt
- Netzwerk junge Ohren (njo)
- Charta CH-Musik

Der SMV ist Mitgründer der Internationalen Musikerföderation (FIM), gegründet 1948 und der Schweizerischen Interpretengenossenschaft (SIG), gegründet 1953.